# Terremoto de Nankai de 1946
El terremoto de Nankai de 1946 fue un gran terremoto en Nankaidō, Japón, que ocurrió el 21 de diciembre de 1946, a las 04:19 hora estándar de Japón. El terremoto midió 8,3 en la escala de magnitud de momento y se sintió desde el norte de Honshū hasta Kyūshū. Ocurrió dos años después del terremoto de Tōnankai de 1944, que rompió la parte adyacente del mega-empuje de Nankai.

## Geología

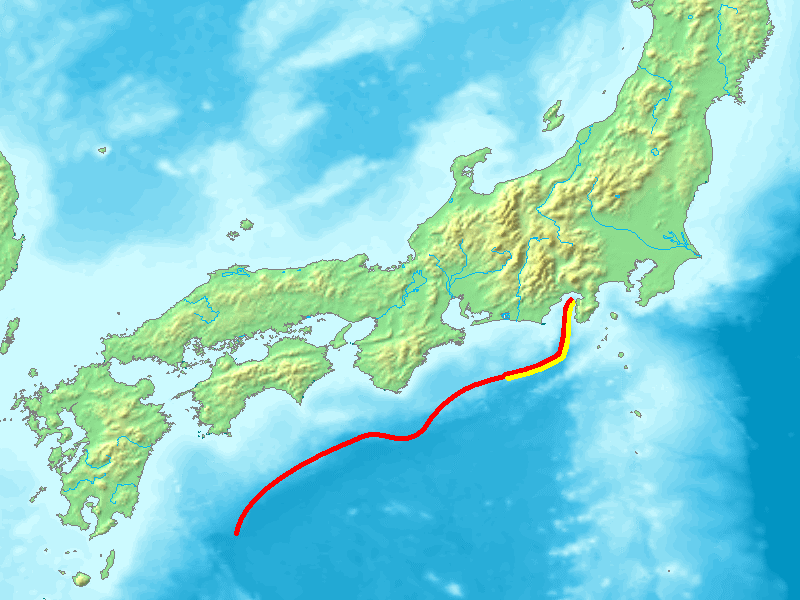
Localización de la fosa de Nankai.

La fosa de Nankai es un límite convergente donde la placa del mar de Filipinas se está subduciendo debajo de la placa euroasiática. Se han registrado grandes terremotos en esta zona desde el siglo VII, con un tiempo de recurrencia de 100 a 200 años.

## Terremoto
El terremoto de Nankai de 1946 fue inusual en su perspectiva sismológica, con una zona de ruptura estimada a partir de datos geodésicos de períodos largos que era más del doble de grande que la derivada de datos sísmicos de períodos más cortos. En el centro de esta zona de ruptura del terremoto, los científicos utilizaron sismógrafos del fondo del océano densamente desplegados para detectar un monte submarino subducido de 13 kilómetros de espesor por 50 kilómetros de ancho a una profundidad de 10 kilómetros. Los científicos proponen que este monte submarino podría funcionar como una barrera que inhibe la frágil ruptura sismogénica.

## Víctimas y daños
El terremoto causó grandes daños y destruyó 36.000 viviendas sólo en el sur de Honshū.El terremoto también provocó un enorme tsunami que destruyó otras 2.100 viviendas con sus olas de 5 a 6 metros.